# Distretto di Jaunpur
Jaunpur è un distretto dell'India di 3 911 305 abitanti. Capoluogo del distretto è Jaunpur.